# The Power Within (album)
The Power Within è il quinto album in studio della band inglese Dragonforce. La sua pubblicazione è stata il 15 aprile 2012. Si tratta del primo disco realizzato con il nuovo cantante Marc Hudson.

## Tracce
1. Holding On (Sam Totman, Herman Li) – 4:56
2. Fallen World (Totman) – 4:07
3. Cry Thunder (Totman, Li) – 5:17
4. Give Me the Night (Totman, Li, Frédéric Leclercq) – 4:29
5. Wings of Liberty (Totman, Li) – 7:22
6. Seasons (Totman, Li, Leclercq) – 5:05
7. Heart of the Storm (Totman, Li) – 4:44
8. Die by the Sword (Totman, Li) – 4:39
9. Last Man Stands (Totman, Li, Leclercq) – 5:12
10. Seasons (Acoustic Version) (Totman, Li, Leclercq) – 4:27

### Tracce bonus
Versione giapponese
1. Power of the Ninja Sword (Totman) (Shadow Warriors cover) – 3:37

Versione digitale e su vinile
1. Cry Thunder (Live Rehearsal) (Totman, Li) – 5:13
2. Heart of the Storm (Alternative Chorus Version) (Totman, Li) – 4:41
3. Avant la Tempête (Totman, Li, Leclercq) – 2:01

## Formazione
- Marc Hudson – voce, cori
- Herman Li – chitarra, cori
- Sam Totman – chitarra, cori
- Vadym Pružanov – pianoforte, tastiere, cori
- Frédéric Leclercq – basso, voce death, cori
- Dave Mackintosh – batteria, cori

Collaboratori
- Clive Nolan – cori
- Emily Ovenden – cori